# Craibiodendron yunnanense
Craibiodendron yunnanense är en ljungväxtart som beskrevs av William Wright Smith. Craibiodendron yunnanense ingår i släktet Craibiodendron, och familjen ljungväxter. Inga underarter finns listade i Catalogue of Life.

## Bildgalleri

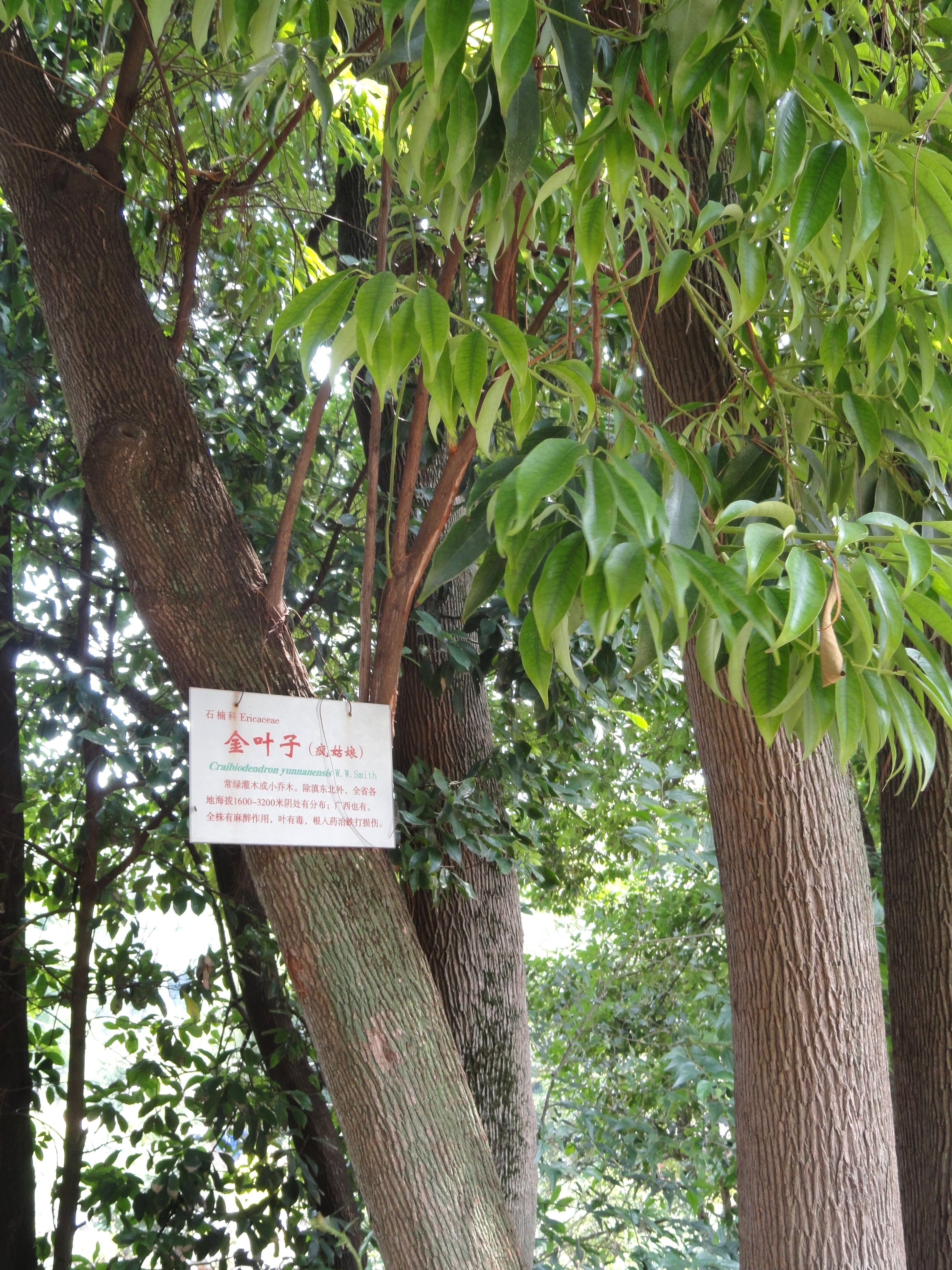
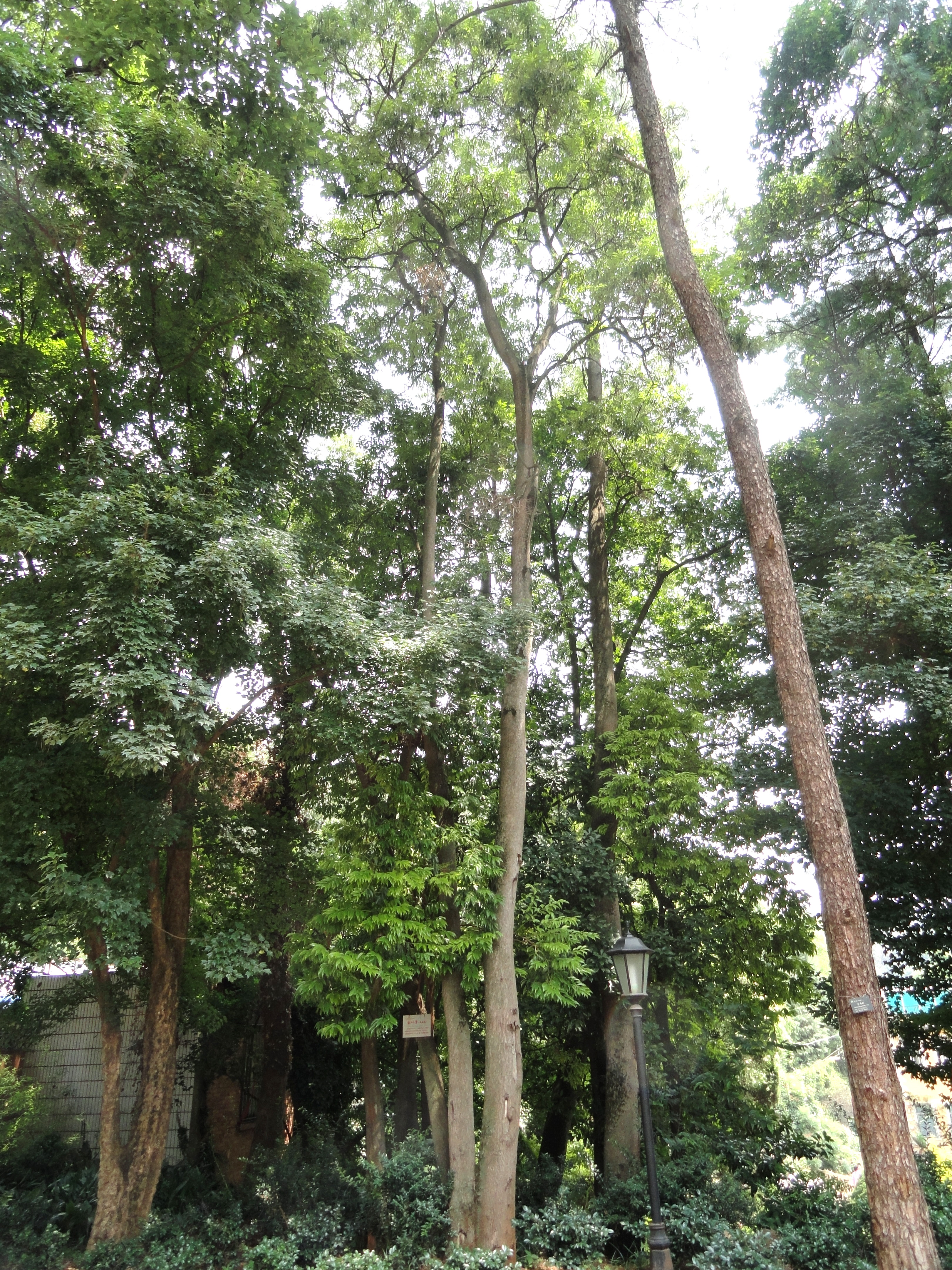
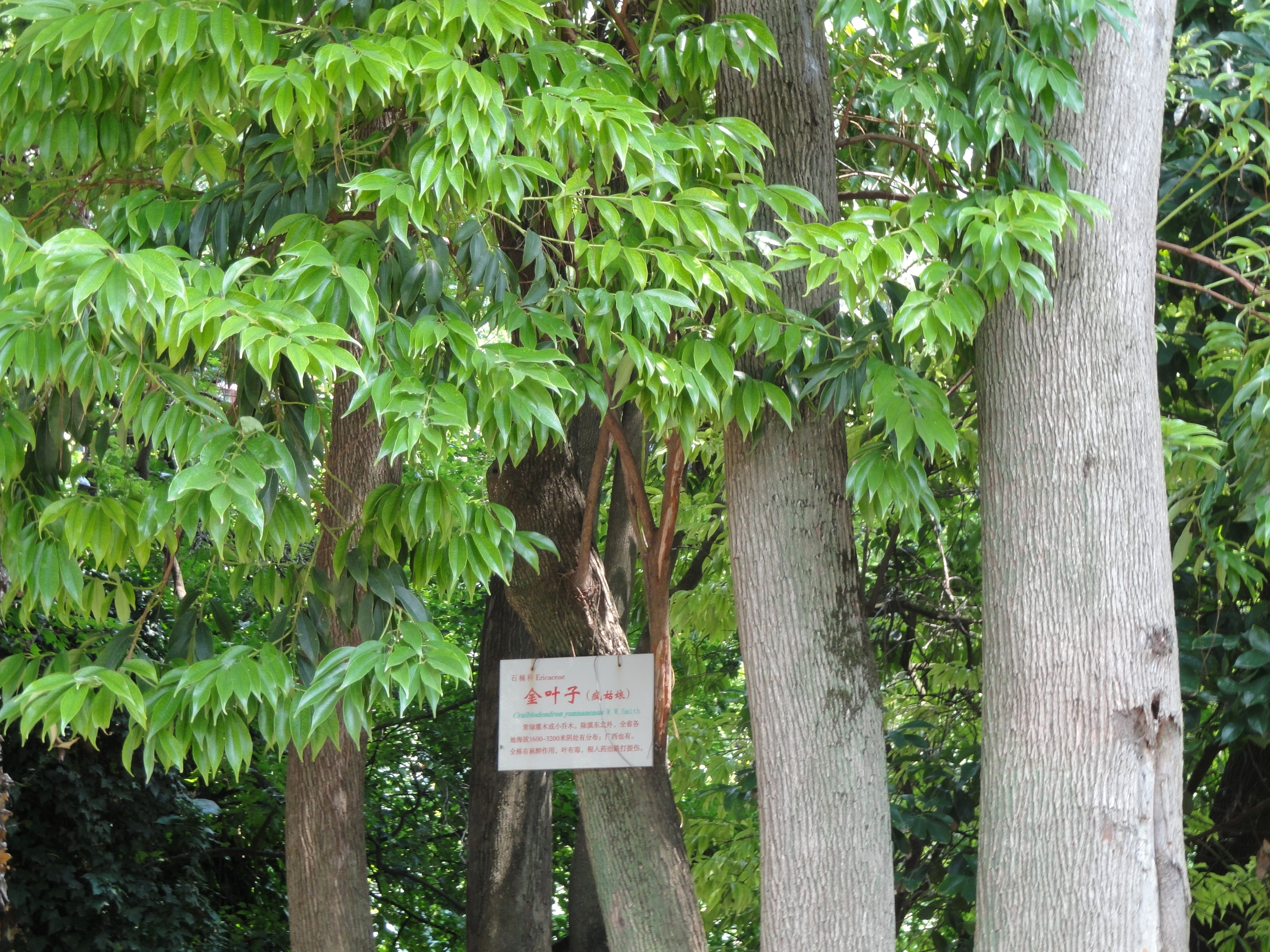